# Cavariella sericola
Cavariella sericola är en insektsart. Cavariella sericola ingår i släktet Cavariella och familjen långrörsbladlöss. Inga underarter finns listade i Catalogue of Life.